# Cidempet
Cidempet is een bestuurslaag in het regentschap Indramayu van de provincie West-Java, Indonesië. Cidempet telt 3915 inwoners (volkstelling 2010).